# Mölle
Mölle (dansk: Mølle) er en by med 750 indbyggere i i det nordvestlige Skåne. Byen ligger for foden af højdedraget Kullen og indgår i Höganäs kommun, Skåne län, Sverige.
Den er et yndet sejltursmål for lystsejlerne fra Gilleleje og andre havne i Øresund. Der har i perioder været færgeforbindelse mellem Gilleleje og Mölle. Byen blev et populært badested i slutningen af 1800-tallet og begyndelsen af 1900-tallet. Her kunne mænd og kvinder gå i vandet sammen, noget der ellers var uhørt i Europa på den tid.